# Borussia Verein für Leibesübungen 1900 Mönchengladbach 2021-2022
Questa voce raccoglie le informazioni riguardanti il Borussia Verein für Leibesübungen 1900 Mönchengladbach nelle competizioni ufficiali della stagione 2021-2022.

## Stagione
Nella stagione 2021-2022 il Borussia Mönchengladbach, allenato da Adolf Hütter, concluse il campionato di Bundesliga al 10º posto. In Coppa di Germania il Borussia Mönchengladbach fu eliminato agli ottavi di finale dall' Hannover 96.

## Rosa
| N. |                       | Ruolo | Calciatore       |
| -- | --------------------- | ----- | ---------------- |
| 1  | Svizzera (bandiera)   | P     | Yann Sommer      |
| 4  | Francia (bandiera)    | D     | Mamadou Doucouré |
| 5  | Germania (bandiera)   | D     | Marvin Friedrich |
| 6  | Germania (bandiera)   | C     | Christoph Kramer |
| 7  | Germania (bandiera)   | A     | Patrick Herrmann |
| 10 | Francia (bandiera)    | A     | Marcus Thuram    |
| 13 | Germania (bandiera)   | C     | Lars Stindl      |
| 14 | Francia (bandiera)    | A     | Alassane Pléa    |
| 15 | Germania (bandiera)   | D     | Jordan Beyer     |
| 17 | Francia (bandiera)    | C     | Manu Koné        |
| 18 | Austria (bandiera)    | D     | Stefan Lainer    |
| 20 | Germania (bandiera)   | D     | Luca Netz        |
| 21 | Germania (bandiera)   | P     | Tobias Sippel    |
| 22 | Slovacchia (bandiera) | C     | László Bénes     |

| N. |                        | Ruolo | Calciatore      |
| -- | ---------------------- | ----- | --------------- |
| 23 | Germania (bandiera)    | A     | Jonas Hofmann   |
| 24 | Germania (bandiera)    | D     | Tony Jantschke  |
| 25 | Algeria (bandiera)     | D     | Ramy Bensebaini |
| 28 | Germania (bandiera)    | D     | Matthias Ginter |
| 29 | Stati Uniti (bandiera) | D     | Joe Scally      |
| 30 | Svizzera (bandiera)    | D     | Nico Elvedi     |
| 32 | Germania (bandiera)    | C     | Florian Neuhaus |
| 34 | Irlanda (bandiera)     | C     | Conor Noß       |
| 36 | Svizzera (bandiera)    | A     | Breel Embolo    |
| 37 | Inghilterra (bandiera) | A     | Keanan Bennetts |
| 39 | Germania (bandiera)    | A     | Mika Schroers   |
| 41 | Germania (bandiera)    | P     | Jan Olschowsky  |
| 43 | Germania (bandiera)    | D     | Tom Gaal        |

## Maglie e sponsor
| Casa | Trasferta | Terza maglia |

## Organigramma societario
Area tecnica
- Preparatori atletici:
- Allenatore in seconda: Frank Geideck, Christopher John, Oliver Neuville, Christian Peintinger, Armin Reutershahn, Edmund Riemer
- Preparatore dei portieri: Fabian Otte
- Analisi video: Dominik Mews, Lennard Walz, Philipp Schützendorf
- Allenatore: Daniel Farke, Adolf Hütter

## Calciomercato

### Sessione estiva(dall'1/7 all'1/9)
| Acquisti         | Acquisti        | Acquisti       | Acquisti                   |
| R.               | Nome            | da             | Modalità                   |
| ---------------- | --------------- | -------------- | -------------------------- |
| A                | Hannes Wolf     | RB Lipsia      | definitivo (9,5 milioni €) |
| D                | Luca Netz       | Hertha Berlino | definitivo (2 milioni €)   |
| Altre operazioni |                 |                |                            |
| R.               | Nome            | da             | Modalità                   |
| C                | Kouadio Koné    | Tolosa         | fine prestito              |
| C                | László Bénes    | Augusta        | fine prestito              |
| C                | Keanan Bennetts | Ipswich Town   | fine prestito              |
| D                | Andreas Poulsen | Austria Vienna | fine prestito              |
| P                | Moritz Nicolas  | Osnabrück      | fine prestito              |

| Cessioni | Cessioni         | Cessioni            | Cessioni              |
| R.       | Nome             | a                   | Modalità              |
| -------- | ---------------- | ------------------- | --------------------- |
| D        | Andreas Poulsen  | Ingolstadt 04       | prestito (100 mila €) |
| D        | Michael Lang     | Basilea             | gratuito              |
| D        | Oscar Wendt      | IFK Göteborg        | gratuito              |
| A        | Julio Villalba   | Guayaquil City      | gratuito              |
| P        | Max Grün         | Vikt. Aschaffenburg | gratuito              |
| C        | Rocco Reitz      | Sint-Truiden        | prestito              |
| P        | Moritz Nicolas   | Viktoria Colonia    | prestito              |
| A        | Famana Quizera   | Académico de Viseu  | prestito              |
| A        | Ibrahima Traoré  |                     | ritiro                |
| C        | Valentino Lazaro | Inter               | fine prestito         |
| A        | Hannes Wolf      | RB Lipsia           | fine prestito         |

### Sessione invernale(dal 2/1 al 31/1)
| Acquisti | Acquisti         | Acquisti      | Acquisti                   |
| R.       | Nome             | da            | Modalità                   |
| -------- | ---------------- | ------------- | -------------------------- |
| D        | Marvin Friedrich | Union Berlino | definitivo (5,5 milioni €) |

| Cessioni | Cessioni      | Cessioni     | Cessioni                    |
| R.       | Nome          | a            | Modalità                    |
| -------- | ------------- | ------------ | --------------------------- |
| C        | Denis Zakaria | Juventus     | definitivo (10,1 milioni €) |
| A        | Hannes Wolf   | Swansea City | prestito                    |
| C        | Torben Müsel  | Eupen        | prestito                    |

## Risultati

### Bundesliga

#### Girone di andata
| Arbitro: | Fritz |

|          |           |                 |
| Pléa 10’ | Marcatori | 42’ Lewandowski |

| Arbitro: | Aytekin |

|                                         |           |  |
| Bakker 3’ Schick 8’ Diaby 55’ Amiri 87’ | Marcatori |  |

| Arbitro: | Brych |

|                            |           |             |
| Gießelmann 22’ Awoniyi 41’ | Marcatori | 90’ Hofmann |

| Arbitro: | Stegemann |

|                             |           |             |
| Stindl 35’, 69’ Zakaria 72’ | Marcatori | 45’ Okugawa |

| Arbitro: | Badstübner |

|                   |           |  |
| Niederlechner 80’ | Marcatori |  |

| Arbitro: | Aytekin |

|             |           |  |
| Zakaria 37’ | Marcatori |  |

| Arbitro: | Willenborg |

|                 |           |                                 |
| Waldschmidt 25’ | Marcatori | 5’ Embolo 7’ Hofmann 90’ Scally |

| Arbitro: | Brych |

|             |           |                |
| Hofmann 42’ | Marcatori | 15’ Mavropanos |

| Arbitro: | Cortus |

|             |           |  |
| Richter 40’ | Marcatori |  |

| Arbitro: | Reichel |

|                      |           |          |
| Pléa 12’ Hofmann 40’ | Marcatori | 86’ Blum |

| Arbitro: | Schröder |

|            |           |             |
| Widmer 76’ | Marcatori | 38’ Neuhaus |

| Arbitro: | Brand |

|                                      |           |  |
| Hofmann 9’, 57’ Neuhaus 28’ Pléa 43’ | Marcatori |  |

| Arbitro: | Schröder |

|                                             |           |             |
| Ljubicic 55’ Uth 77’ Duda 78’ Andersson 90’ | Marcatori | 74’ Hofmann |

| Arbitro: | Hartmann |

|  |           |                                                                            |
|  | Marcatori | 2’ Eggestein 5’ Schade 12’ Lienhart 19’ Höfler 25’ Höler 37’ Schlotterbeck |

| Arbitro: | Dankert |

|                                                |           |                |
| Gvardiol 21’ Silva 32’ Nkunku 90’ Henrichs 90’ | Marcatori | 88’ Bensebaini |

| Arbitro: | Petersen |

|                                  |           |                                    |
| Neuhaus 6’ Bensebaini 54’ (rig.) | Marcatori | 45’ Borré 50’ Lindstrøm 55’ Kamada |

| Arbitro: | Jablonski |

|              |           |            |
| Akpoguma 90’ | Marcatori | 35’ Embolo |

#### Girone di ritorno
| Arbitro: | Siebert |

|                 |           |                        |
| Lewandowski 18’ | Marcatori | 27’ Neuhaus 31’ Lainer |

| Arbitro: | Stegemann |

|            |           |                        |
| Elvedi 81’ | Marcatori | 51’ Andrich 74’ Schick |

| Arbitro: | Brych |

|          |           |                       |
| Koné 40’ | Marcatori | 18’ (rig.), 84’ Kruse |

| Arbitro: | Cortus |

|           |           |          |
| Serra 19’ | Marcatori | 38’ Pléa |

| Arbitro: | Thomsen |

|                                     |           |                          |
| Koné 30’ Hofmann 46’ Bensebaini 67’ | Marcatori | 55’ Iago 90’ Finnbogason |

| Arbitro: | Fritz |

|                                                             |           |  |
| Reus 26’, 82’ Malen 32’ Wolf 70’ Moukoko 74’ Can 90’ (rig.) | Marcatori |  |

| Arbitro: | Reichel |

|                       |           |                     |
| Thuram 42’ Embolo 82’ | Marcatori | 6’ Wind 33’ Bornauw |

| Arbitro: | Dingert |

|                                    |           |                     |
| Endō 38’ Führich 51’ Kalajdžić 83’ | Marcatori | 14’ Pléa 35’ Thuram |

| Arbitro: | Badstübner |

|                            |           |  |
| Pléa 24’ (rig.) Ginter 59’ | Marcatori |  |

| Arbitro: | Cortus |

|  |           |                     |
|  | Marcatori | 55’ Pléa 61’ Embolo |

| Arbitro: | Schlager |

|            |           |             |
| Embolo 33’ | Marcatori | 73’ Onisiwo |

| Arbitro: | Stieler |

|  |           |                            |
|  | Marcatori | 18’ Thuram 24’ (rig.) Pléa |

| Arbitro: | Aytekin |

|            |           |                                   |
| Embolo 85’ | Marcatori | 5’ Modeste 20’ Kainz 34’ Ljubicic |

| Arbitro: | Brand |

|                                          |           |                                            |
| Grifo 49’ (rig.) Günter 61’ Lienhart 80’ | Marcatori | 3’ (rig.) Bensebaini 13’ Embolo 90’ Stindl |

| Arbitro: | Petersen |

|                             |           |            |
| Embolo 17’ Hofmann 45’, 77’ | Marcatori | 36’ Nkunku |

| Arbitro: | Zwayer |

|               |           |         |
| Paciência 66’ | Marcatori | 4’ Pléa |

| Arbitro: | Osmers |

|                                                        |           |             |
| Stindl 26’ Pléa 43’ (rig.) Hofmann 45’, 68’ Embolo 53’ | Marcatori | 3’ Kramarić |

### Coppa di Germania
| Arbitro: | Osmers |

|  |           |            |
|  | Marcatori | 11’ Stindl |

| Arbitro: | Stieler |

|                                                    |           |  |
| Koné 2’ Bensebaini 15’, 21’ (rig.) Embolo 51’, 57’ | Marcatori |  |

| Arbitro: | Badstübner |

|                               |           |  |
| Beier 4’, 51’ Kerk 36’ (rig.) | Marcatori |  |

## Statistiche

### Statistiche di squadra
| Competizione      | Punti | In casa | In casa | In casa | In casa | In casa | In casa | In trasferta | In trasferta | In trasferta | In trasferta | In trasferta | In trasferta | Totale | Totale | Totale | Totale | Totale | Totale | DR |
| Competizione      | Punti | G       | V       | N       | P       | Gf      | Gs      | G            | V            | N            | P            | Gf           | Gs           | G      | V      | N      | P      | Gf     | Gs     | DR |
| ----------------- | ----- | ------- | ------- | ------- | ------- | ------- | ------- | ------------ | ------------ | ------------ | ------------ | ------------ | ------------ | ------ | ------ | ------ | ------ | ------ | ------ | -- |
| Bundesliga        | 45    | 17      | 8       | 4       | 5       | 33      | 27      | 17           | 4            | 5            | 8            | 21           | 34           | 34     | 12     | 9      | 13     | 54     | 61     | -7 |
| Coppa di Germania | -     | 1       | 1       | 0       | 0       | 5       | 0       | 2            | 1            | 0            | 1            | 1            | 3            | 3      | 2      | 0      | 1      | 6      | 3      | +3 |
| Totale            | 45    | 18      | 9       | 4       | 5       | 38      | 27      | 19           | 5            | 5            | 9            | 22           | 37           | 37     | 14     | 9      | 14     | 60     | 64     | -4 |

### Andamento in campionato
| Giornata  | 1 | 2  | 3  | 4  | 5  | 6  | 7  | 8  | 9  | 10 | 11 | 12 | 13 | 14 | 15 | 16 | 17 | 18 | 19 | 20 | 21 | 22 | 23 | 24 | 25 | 26 | 27 | 28 | 29 | 30 | 31 | 32 | 33 | 34 |
| --------- | - | -- | -- | -- | -- | -- | -- | -- | -- | -- | -- | -- | -- | -- | -- | -- | -- | -- | -- | -- | -- | -- | -- | -- | -- | -- | -- | -- | -- | -- | -- | -- | -- | -- |
| Luogo     | C | T  | T  | C  | T  | C  | T  | C  | T  | C  | T  | C  | T  | C  | T  | C  | T  | T  | C  | C  | T  | C  | T  | C  | T  | C  | T  | C  | T  | C  | T  | C  | T  | C  |
| Risultato | N | P  | P  | V  | P  | V  | V  | N  | P  | V  | N  | V  | P  | P  | P  | P  | N  | V  | P  | P  | N  | V  | P  | N  | P  | V  | V  | N  | V  | P  | N  | V  | N  | V  |
| Posizione | 7 | 16 | 15 | 11 | 16 | 11 | 10 | 10 | 12 | 10 | 9  | 9  | 11 | 13 | 13 | 13 | 14 | 12 | 12 | 12 | 13 | 13 | 13 | 13 | 13 | 13 | 11 | 12 | 11 | 11 | 11 | 10 | 10 | 10 |

Legenda:

Luogo: C = Casa; T = Trasferta. Risultato: V = Vittoria; N = Pareggio; P = Sconfitta.

### Statistiche dei giocatori
| Giocatore     | Bundesliga | Bundesliga | Bundesliga  | Bundesliga | Coppa di Germania | Coppa di Germania | Coppa di Germania | Coppa di Germania | Totale   | Totale | Totale      | Totale     |
| Giocatore     | Presenze   | Reti       | Ammonizioni | Espulsioni | Presenze          | Reti              | Ammonizioni       | Espulsioni        | Presenze | Reti   | Ammonizioni | Espulsioni |
| ------------- | ---------- | ---------- | ----------- | ---------- | ----------------- | ----------------- | ----------------- | ----------------- | -------- | ------ | ----------- | ---------- |
| K. Bennetts   | 4          | 0          | 1           | 0          | 1                 | 0                 | 0                 | 0                 | 5        | 0      | 1           | 0          |
| R. Bensebaini | 23         | 4          | 6           | 0          | 1                 | 2                 | 0                 | 0                 | 24       | 6      | 6           | 0          |
| J. Beyer      | 17         | 0          | 5           | 0          | 1                 | 0                 | 0                 | 0                 | 18       | 0      | 5           | 0          |
| L. Bénes      | 13         | 0          | 0           | 0          | 1                 | 0                 | 0                 | 0                 | 14       | 0      | 0           | 0          |
| M. Doucouré   | 0          | 0          | 0           | 0          | 0                 | 0                 | 0                 | 0                 | 0        | 0      | 0           | 0          |
| N. Elvedi     | 28         | 1          | 3           | 1          | 3                 | 0                 | 0                 | 0                 | 31       | 1      | 3           | 1          |
| B. Embolo     | 29         | 9          | 3           | 0          | 2                 | 2                 | 1                 | 0                 | 31       | 11     | 4           | 0          |
| M. Friedrich  | 8          | 0          | 1           | 0          | 1                 | 0                 | 1                 | 0                 | 9        | 0      | 2           | 0          |
| T. Gaal       | 0          | 0          | 0           | 0          | 0                 | 0                 | 0                 | 0                 | 0        | 0      | 0           | 0          |
| M. Ginter     | 28         | 1          | 2           | 0          | 3                 | 0                 | 0                 | 0                 | 31       | 1      | 2           | 0          |
| P. Herrmann   | 23         | 0          | 1           | 0          | 3                 | 0                 | 0                 | 0                 | 26       | 0      | 1           | 0          |
| J. Hofmann    | 26         | 12         | 1           | 0          | 2                 | 0                 | 0                 | 0                 | 28       | 12     | 1           | 0          |
| T. Jantschke  | 3          | 0          | 0           | 0          | 0                 | 0                 | 0                 | 0                 | 3        | 0      | 0           | 0          |
| M. Koné       | 27         | 2          | 10          | 0          | 2                 | 1                 | 0                 | 0                 | 29       | 3      | 10          | 0          |
| C. Kramer     | 18         | 0          | 1           | 0          | 1                 | 0                 | 0                 | 0                 | 19       | 0      | 1           | 0          |
| S. Lainer     | 21         | 1          | 2           | 0          | 2                 | 0                 | 0                 | 0                 | 23       | 1      | 2           | 0          |
| T. Müsel      | 1          | 0          | 0           | 0          | 0                 | 0                 | 0                 | 0                 | 1        | 0      | 0           | 0          |
| L. Netz       | 24         | 0          | 1           | 0          | 2                 | 0                 | 0                 | 0                 | 26       | 0      | 1           | 0          |
| F. Neuhaus    | 29         | 4          | 2           | 0          | 3                 | 0                 | 0                 | 0                 | 32       | 4      | 2           | 0          |
| C. Noß        | 3          | 0          | 0           | 0          | 0                 | 0                 | 0                 | 0                 | 3        | 0      | 0           | 0          |
| J. Olschowsky | 0          | 0          | 0           | 0          | 0                 | 0                 | 0                 | 0                 | 0        | 0      | 0           | 0          |
| A. Pléa       | 33         | 10         | 4           | 0          | 3                 | 0                 | 0                 | 0                 | 36       | 10     | 4           | 0          |
| J. Scally     | 30         | 1          | 4           | 0          | 3                 | 0                 | 1                 | 0                 | 33       | 1      | 5           | 0          |
| M. Schroers   | 0          | 0          | 0           | 0          | 0                 | 0                 | 0                 | 0                 | 0        | 0      | 0           | 0          |
| T. Sippel     | 1          | 0          | 0           | 0          | 0                 | 0                 | 0                 | 0                 | 1        | 0      | 0           | 0          |
| Y. Sommer     | 33         | 0          | 2           | 0          | 3                 | 0                 | 0                 | 0                 | 36       | 0      | 2           | 0          |
| L. Stindl     | 26         | 4          | 10          | 0          | 3                 | 1                 | 1                 | 0                 | 29       | 5      | 11          | 0          |
| M. Thuram     | 21         | 3          | 2           | 0          | 2                 | 0                 | 0                 | 0                 | 23       | 3      | 2           | 0          |
| H. Wolf       | 7          | 0          | 2           | 0          | 1                 | 0                 | 0                 | 0                 | 8        | 0      | 2           | 0          |
| D. Zakaria    | 16         | 2          | 4           | 0          | 2                 | 0                 | 1                 | 0                 | 18       | 2      | 5           | 0          |